# Carnoules
Carnoules este o comună în departamentul Vaucluse din sud-estul Franței. În 2009 avea o populație de 3.172 de locuitori.

## Evoluția populației
| An        | 1975  | 1982  | 1990  | 1999  | 2006  | 2009  |
| --------- | ----- | ----- | ----- | ----- | ----- | ----- |
| Populație | 1.385 | 1.761 | 2.292 | 2.594 | 3.092 | 3.172 |